# Corneille d'Amérique
Corvus brachyrhynchos
Espèce
Statut de conservation UICN

 LC  : Préoccupation mineure
La Corneille d'Amérique (Corvus brachyrhynchos) est une espèce de grands passereaux de la famille des Corvidae.
Cette corneille a un plumage iridescent complètement noir, et ressemble à la Corneille noire, qui vit en Europe, au Grand Corbeau et à la Corneille d'Alaska. Elle se distingue de ces autres espèces par la taille, la niche écologique, la voix ou la répartition géographique. La Corneille d'Amérique est protégée par la Loi sur la convention concernant les oiseaux migrateurs. C'est une espèce grégaire.

## Taxonomie
La Corneille d'Amérique a été décrite par Christian Ludwig Brehm en 1822. Le nom de l'espèce brachyrhynchos « à bec court » est dérivé du grec brachy-/βραχυ- « court » et rhynchos/ρυνχος « bec ». Plusieurs espèces ont pour nom brachyrhynchus, une seule brachyrhynchos.
La Corneille d'Alaska (Corvus caurinus) est proche parente de la Corneille d'Amérique. Il est difficile de les distinguer là où leurs aires de répartition se recoupent. Cependant, la voix diffère de façon caractéristique entre les deux espèces, sauf dans le nord-ouest de l'aire de répartition de la Corneille d'Amérique où celle-ci présente une voix rauque indistinguable de celle de la Corneille d'Alaska.

## Liste des sous-espèces
D'après la classification de référence (version 5.2, 2015) du Congrès ornithologique international, cette espèce est constituée des quatre sous-espèces suivantes (ordre phylogénique) :
- Corvus brachyrhynchos hesperis  Ridgway, 1887 ; sous-espèce plutôt petite (39 à 44 cm de longueur ; 278 à 325 mm d'aile pliée ; 159 à 190 mm pour la queue ; 46 à 50 mm pour le bec et 53 à 59 mm pour le tarse) avec une voix un peu plus grave occupant l'ouest des États-Unis ;
- Corvus brachyrhynchos hargravei A.R. Phillips, 1942 ;
- Corvus brachyrhynchos brachyrhynchos Brehm, 1822 ; sous-espèce plutôt grande (39 à 49 cm de longueur ; 282 à 333 mm d'aile pliée ; 155 à 198 mm pour la queue ; 46 à 53 mm pour le bec et 55 à 65 mm pour le tarse) occupant le nord et le centre de l'aire de répartition de l'espèce ;
- Corvus brachyrhynchos pascuus Coues, 1899 ; sous-espèce de taille moyenne (43 à 48 cm de longueur ; 280 à 324 mm d'aile pliée ; 153 à 185 mm pour la queue ; 48 à 55 mm pour le bec et 59 à 66 mm pour le tarse) présente en Floride.

## Description

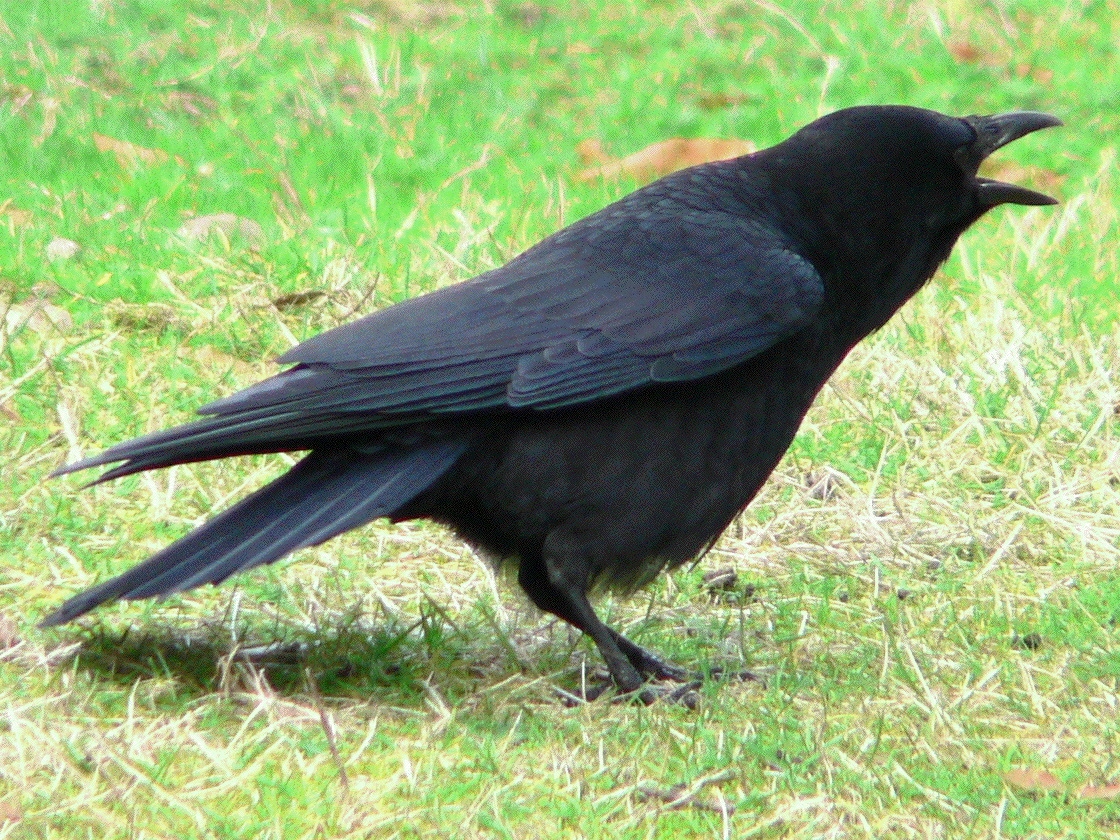
Corneille d'Amérique lançant son appel

Le plumage, les pattes et le bec sont noirs. En Amérique du Nord, plusieurs formes régionales sont reconnues avec des différences au niveau de la taille et des proportions du bec. Les individus sont généralement plus petits dans le sud-est et l'ouest du continent. Pour les distinguer en vol, on peut observer la forme de la queue ; la base de la queue de la corneille est plate ou légèrement arrondie, tandis que celle du corbeau termine en pointe ou avec un arrondi prononcé. Les corneilles mesurent entre 39 et 53 centimètres, et pèsent environ 450 grammes (458 g pour le mâle et 438 g pour la femelle). Les deux sexes sont semblables.
Le croassement est rauque et discordant. Les individus peuvent également produire une grande variété de sons et imiter les cris d'autres oiseaux.

## Répartition et habitat

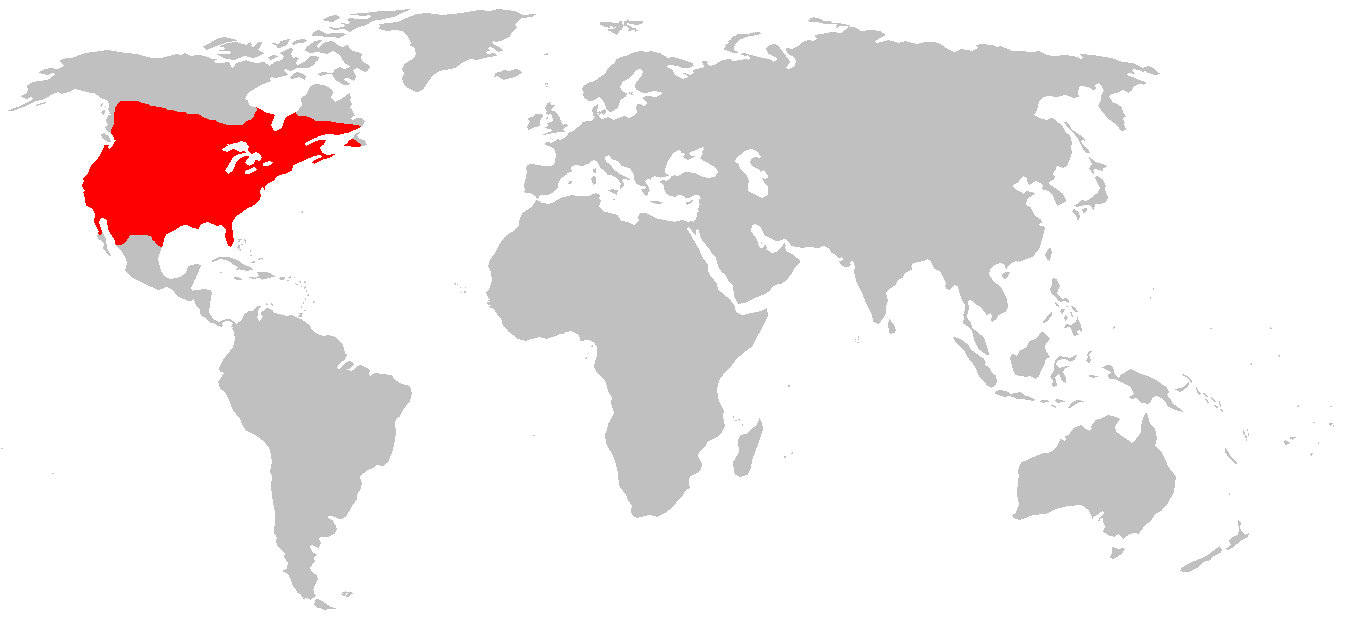
Carte de répartition de l'espèce.

Au Canada, la Corneille d'Amérique se retrouve de Terre-Neuve jusqu'en Colombie-Britannique, tout en étant absente de la côte du Pacifique, où elle est remplacée par la Corneille d'Alaska. Elle niche également à Saint-Pierre-et-Miquelon, partout aux États-Unis sauf dans les zones désertiques du Sud-Ouest et au nord du Mexique.
Elle exploite de nombreux types d'habitats, dont les milieux ouverts et les milieux boisés, les champs, les pâturages, les vergers, les marais, les tourbières, les rivages, les cimetières et les milieux urbains. Les populations les plus nordiques migrent sur de plus ou moins longues distances vers le sud en hiver. Après la saison de reproduction, les groupes familiaux se rassemblent en bandes importantes (pouvant comporter des dizaines de milliers d'individus) et se réunissent en dortoirs pour la nuit.
La corneille d'Amérique a été enregistrée dans les Bermudes à partir de 1876.

## Comportement

### Alimentation
La Corneille d'Amérique est omnivore. Elle consomme des insectes, des crustacés, des mollusques et d'autres invertébrés, des amphibiens, des reptiles, des poissons, des œufs et des oisillons, des petits mammifères, des charognes, des déchets alimentaires, des fruits et des graines, et même, en bord de mer, des coquillages et des oursins. Elle possède une cavité antélinguale qui lui permet d'emmagasiner et de transporter de la nourriture. Elle se constitue parfois des réserves dans des caches. Elle régurgite sous forme de boulettes les matières non digérées tels les poils et les os. La Corneille d'Amérique est l'une des rares espèces d'oiseaux capables de modifier et d'utiliser des outils afin d'obtenir de la nourriture.

### Reproduction

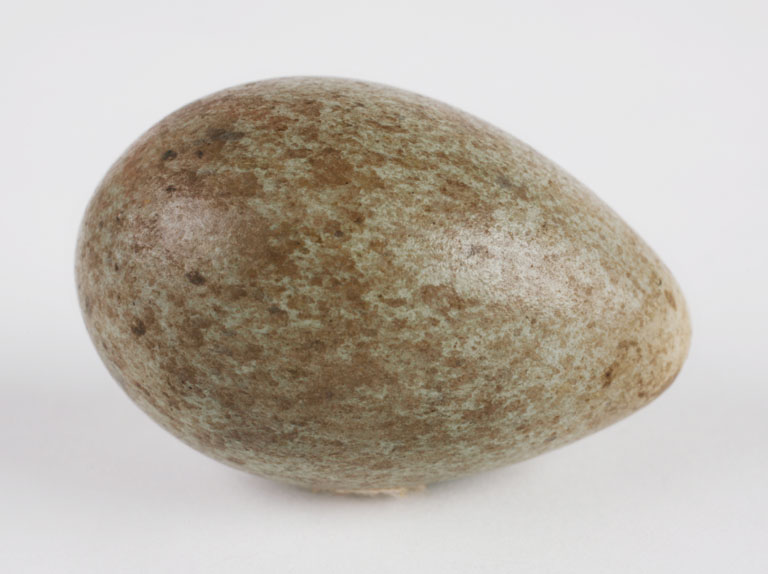
Œuf de Corvus brachyrhynchos dans la collection du Children's Museum of Indianapolis

La Corneille d'Amérique est monogame et n'est pas sexuellement mature avant l'âge de deux ans. La plupart des individus ne se reproduisent qu'à l'âge de quatre ou cinq ans. De ce fait, les familles sont composées d'un couple et de leur progéniture (jusqu'à 15 individus) provenant des saisons de reproduction antérieures. Ces jeunes individus aident le couple reproducteur à défendre le territoire, à construire le nid et à élever les oisillons.
Le nid est fait de brindilles et est tapissé d'herbes, d'aiguilles de pin, de mousses, de feuilles, de poils et de plumes. Il est presque toujours placé dans des arbres ou de grands buissons. Plus rarement, il est placé au sol. La femelle pond de 3 à 6 œufs qu'elle incube 18 jours. Les jeunes quittent le nid à l'âge de 35 jours.

### Conservation
Dans plusieurs régions, les chasseurs et les agriculteurs ont tenté d'éliminer les corneilles. Dans les dortoirs, des milliers d'individus ont été abattus, empoisonnés ou même dynamités. Cependant, ces actes ont provoqué de violentes critiques et protestations tout en étant inefficaces; la Corneille d'Amérique reste commune. Birdlife International estime qu'il existe environ 31 millions de Corneille d'Amérique en 2004 et le statut de cette espèce est donc de préoccupation mineure.